# 莫里斯·热尔莫
莫里斯·热尔莫（法語：Maurice Germot，1882年11月15日—1958年8月6日），法国男子网球运动员。他曾代表法国参加1908年和1912年夏季奥林匹克运动会网球比赛，其中1912年奥运会获得一枚金牌。